# Alf-Inge Håland
Alf-Inge Rasdal Håland (ur. 23 listopada 1972 w Stavanger) – norweski piłkarz grający na pozycji środkowego obrońcy. Nosi przydomek „Alfie”.

## Kariera klubowa
Piłkarską karierę Håland rozpoczął w klubie Bryne FK, w barwach którego zadebiutował w 1990 w drugiej lidze norweskiej. Już w swoim pierwszym sezonie w karierze wystąpił w fazie play-off o awans do pierwszej ligi, jednak Bryne zajęło drugie miejsce za Lillestrøm SK i pozostało w drugiej lidze. W 1991 roku sytuacja się powtórzyła i tym razem Bryne okazało się gorsze od SK Brann. Kolejną szansę na awans do pierwszej ligi Alf-Inge wraz ze swoim klubem miał w 1993 roku, ale trzeci raz zespół przegrał w play-off.
Na początku 1994 roku Håland przeszedł do angielskiego Nottingham Forest. W Division One zadebiutował 6 lutego w wygranym 4:0 spotkaniu z Leicester City. Był jednak rezerwowym dla reprezentantów Anglii Stuarta Pearce'a i Colina Coopera, toteż rozegrał tylko 3 mecze w lidze. W kolejnych sezonach grał już w większej liczbie meczów, a w sezonie 1994/1995 grał z Forest w Premier League i zajął z tym klubem wysoką 3. pozycję w lidze, dzięki czemu w sezonie 1995/1996 wystąpił w rozgrywkach Pucharu UEFA. Jednak w sezonie 1996/1997 Nottingham spadło do Division One, a Norweg opuścił zespół.
17 lipca 1997 Håland podpisał kontrakt z zespołem Leeds United. Kosztował 1,6 miliona funtów. W Premiership zadebiutował 9 sierpnia w spotkaniu z Arsenalem, w którym padł remis 1:1. W Leeds stworzył środek obrony wraz z reprezentantem RPA, Lucasem Radebe. W lidze zdobył 7 goli, a „Pawie” zajęły 5. miejsce, premiowane startem w Pucharze UEFA. W 1999 roku był z Leeds czwarty w Premiership, a w 2000 roku - trzeci. Stracił jednak miejsce w składzie na rzecz Jonathana Woodgate'a i rozegrał tylko 13 spotkań.
W 2000 roku Norweg otrzymał ofertę transferową od menedżera Manchesteru City Joego Royle’a i 16 czerwca podpisał kontrakt z tym klubem. City zapłaciło za niego 2,5 miliona funtów, a swój pierwszy ligowy mecz w nowym zespole rozegrał 19 sierpnia (porażka 0:4 z Charltonem Athletic). Na koniec sezonu 2000/2001 spadł jednak z „The Citizens” do Division One, a po rozegraniu w niej 3 meczów zdecydował się zakończyć karierę z powodu kłopotów zdrowotnych.
| Sezon   | Klub              | Kraj     | Rozgrywki      | Mecze | Bramki |
| ------- | ----------------- | -------- | -------------- | ----- | ------ |
| 1990    | Bryne FK          | Norwegia | Adeccoligaen   | 7     | 0      |
| 1991    | Bryne FK          | Norwegia | Adeccoligaen   | 23    | 1      |
| 1992    | Bryne FK          | Norwegia | Adeccoligaen   | 20    | 1      |
| 1993    | Bryne FK          | Norwegia | Adeccoligaen   | 18    | 2      |
| 1993/94 | Nottingham Forest | Anglia   | Division One   | 3     | 0      |
| 1994/95 | Nottingham Forest | Anglia   | Premier League | 20    | 1      |
| 1995/96 | Nottingham Forest | Anglia   | Premier League | 17    | 0      |
| 1996/97 | Nottingham Forest | Anglia   | Premier League | 35    | 6      |
| 1997/98 | Leeds United      | Anglia   | Premier League | 32    | 7      |
| 1998/99 | Leeds United      | Anglia   | Premier League | 29    | 1      |
| 1999/00 | Leeds United      | Anglia   | Premier League | 13    | 0      |
| 2000/01 | Manchester City   | Anglia   | Premier League | 35    | 3      |
| 2001/02 | Manchester City   | Anglia   | Division One   | 3     | 0      |

## Kariera reprezentacyjna
W reprezentacji Norwegii Håland zadebiutował 19 stycznia 1994 roku w zremisowanym 0:0 towarzyskim meczu z Kostaryką. W 1994 roku został powołany przez selekcjonera Egila Olsena do kadry na Mistrzostwa Świata w USA. Na tym turnieju wystąpił w dwóch grupowych spotkaniach: wygranym 1:0 z Meksykiem oraz przegranym 0:1 z Włochami. Swój ostatni mecz w kadrze Norwegii rozegrał 25 kwietnia 2001. W meczu tym Norwegowie pokonali 2:1 reprezentację Bułgarii. Dla Hålanda był to mecz numer 34 w reprezentacji.

## Życie prywatne
Ojciec piłkarza Erlinga Haalanda.